# 高松市道兵庫町西通町線

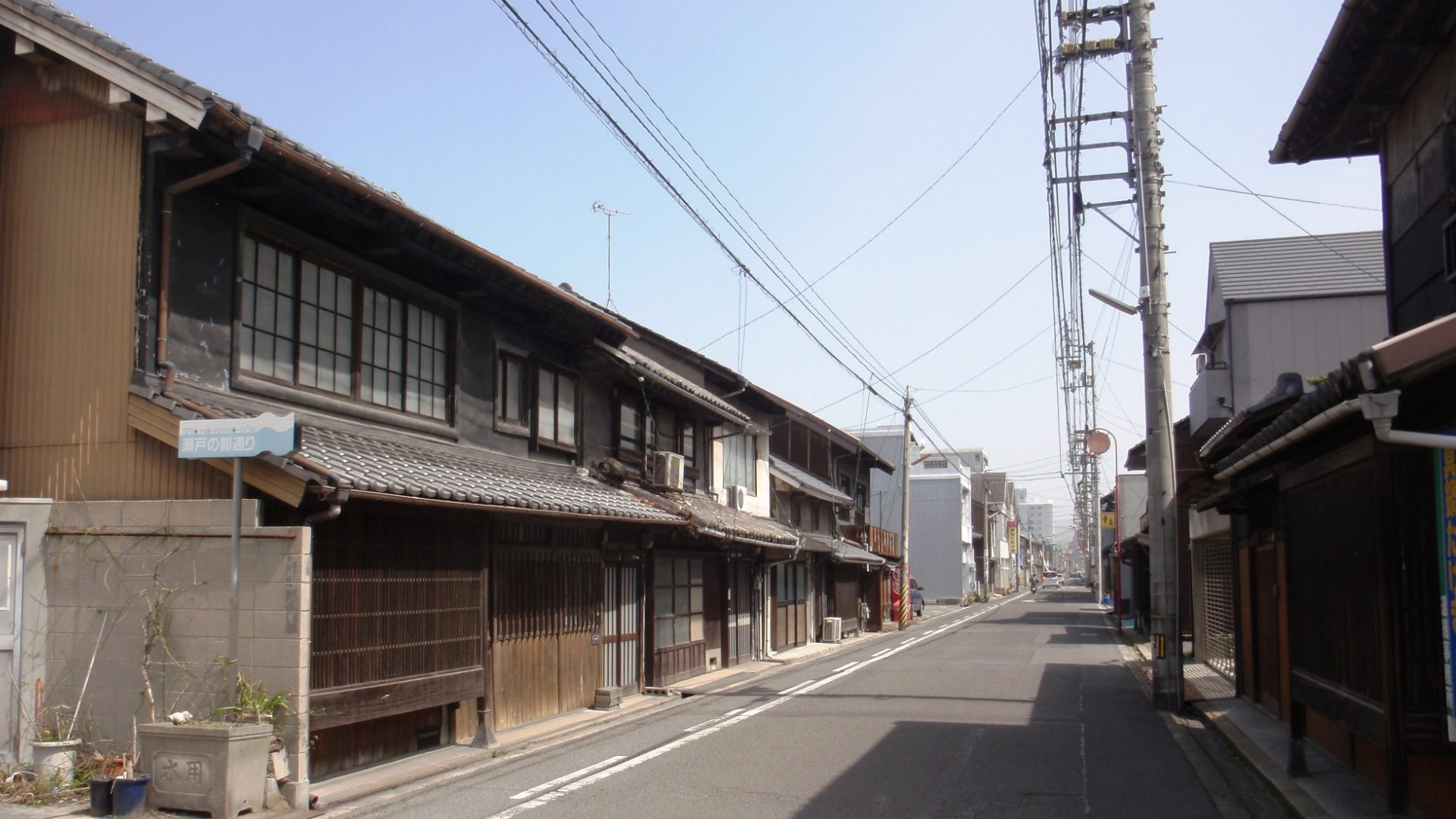
旧街道の趣が残る扇町部分

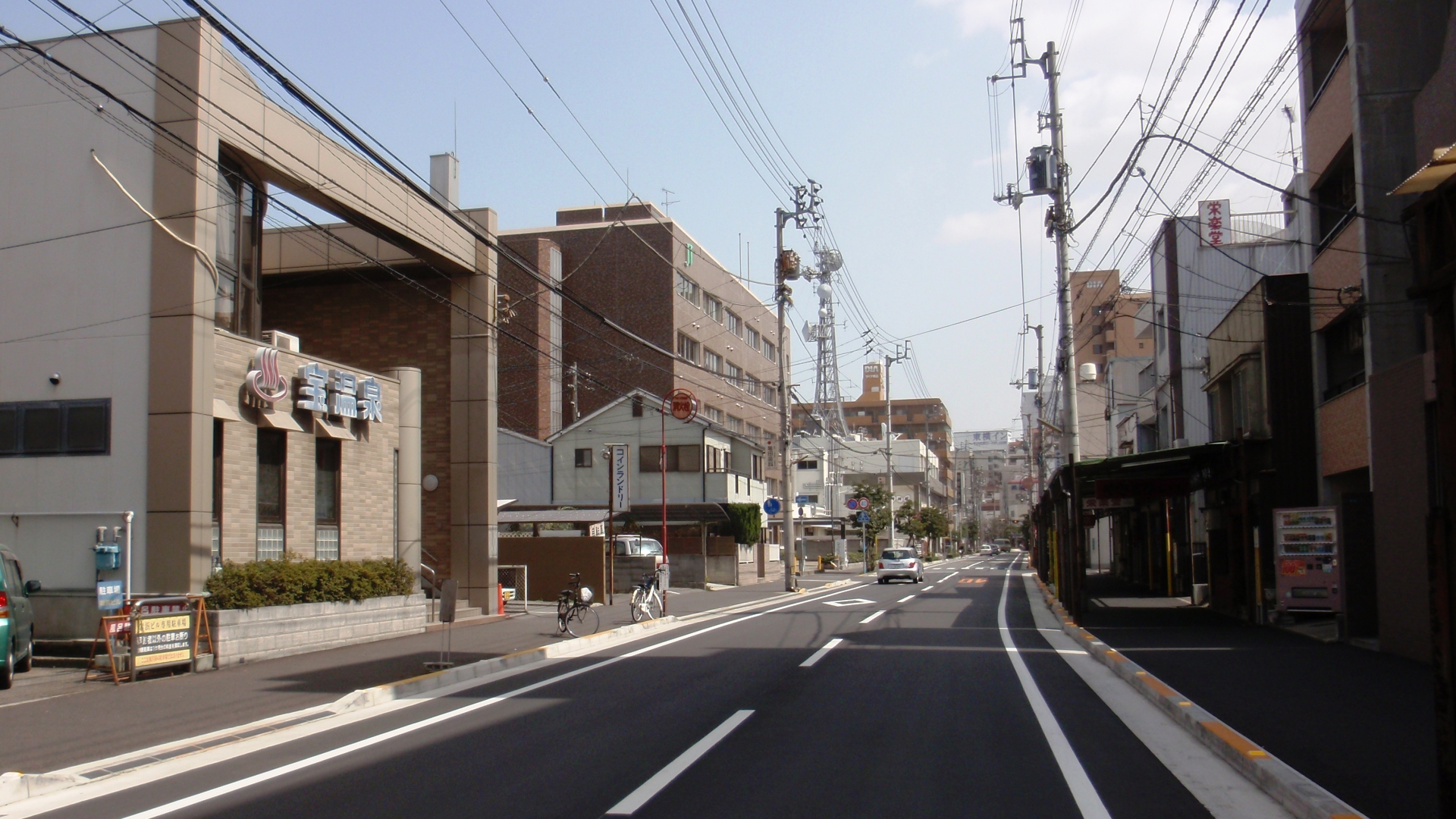
錦町部分

高松市道兵庫町西通町線（たかまつしどうひょうごまちにしとおりまちせん）は、香川県高松市兵庫町から高松市西宝町一丁目へ至る市道である。路線番号はA0078。

## 概要
- 高松市中心市街地の軸である中央通りを起点に、古くからの下町である西部市街地を貫いて市街地の西端である西宝町へ至る。
- 全区間が江戸時代に高松城下の常磐橋を中心に整備された旧丸亀街道のルートを踏襲しており、兵庫町のほか、特に錦町や扇町は当市道沿いに街が形成されている。
- 起点から広場交差点までは兵庫町商店街のアーケード街の一部となっており、歩行者専用道路であるため自動車での通行は出来ない。
- 自動車が通行可能な区間のうち、歩道付き2車線の対面通行となっているのは錦町部分のみであり、扇町部分に入ると幅員が狭くなるため、車線や歩道も無くなる。そのためこの区間は朝のラッシュ時のみ一方通行となっている。
- 扇町部分は高松空襲を逃れた数少ない旧高松城城下町の建物が残る一帯である。

## 路線データ
- 本線（Google マップ）
  - 起点：香川県高松市兵庫町9番地1（兵庫町交差点・中央通り交点）
  - 終点：香川県高松市西宝町一丁目598番地5[1]（県道33号高松善通寺線交点）
- 総延長：2.000km
- 実延長：総延長に同じ（被重複区間なし）
- 幅員
  - 起点-広場交差点：11m
  - 広場交差点-錦町2丁目交差点：15m
  - 錦町2丁目交差点-終点：6m
- 車線数：車線無し、2車線
- 最高速度
  - 40km/h：兵庫町アーケード終点-錦町2丁目交差点
  - 30km/h：錦町2丁目交差点-終点
- 通行規制
  - 自転車以外の車両通行止め：起点-兵庫町アーケード終点
  - 東行き一方通行（二輪を除く7:00-9:00）：錦町2丁目交差点-終点

当市道の路線名は「兵庫町」「西通町」線であるが、終点は旧西通町ではなく旧西浜新町である。この西通町は現在の錦町2丁目交差点を中心とした一帯を指していた地名で、当市道はここを経由して終点の旧西浜新町（現西宝町一丁目）へ至る。

## 橋梁
- 高橋（L=19.6m、W=6.0m）

## 都市計画道路指定
当市道は全線が都市計画道路に指定されており、指定名は市道名と同じく兵庫町西通町線。起点・終点とも当市道のそれと同一である。1946年6月5日、戦災復興院告示第39号により指定。最終告示は、2005年3月8日の高松市告示第144号。
都市計画道路兵庫町西通町線
- 指定部分：全線
- 路線番号：3・5・125
- 指定日：1946年6月5日

## 沿線施設
- 高松中央商店街
  - 東急イン高松
  - 東横イン高松兵庫町
  - かつては第一勧業銀行高松支店も沿道にあった。みずほ銀行発足時に旧日本興業銀行高松支店に統合された。
- マルナカ広場店
- NHK高松放送局
- 日本たばこ産業四国支社
- 百十四銀行西支店
- 高松扇町郵便局
- 高松信用金庫西通町支店

## 重複区間
なし

## 通過する自治体
- 香川県高松市

## 交差・接続している道路
| 接続する道路 北← ＜市道兵庫町西通町線＞ →南                  | 接続する道路 北← ＜市道兵庫町西通町線＞ →南  | 交差点         | 交差点 |
| ------------------------------------------------------------ | -------------------------------------------- | -------------- | ------ |
| ↑＜兵庫町商店街＞ 市道片原町沖松島線（片原町西部商店街方面） |                                              |                |        |
| ＜中央通り＞ 国道30号（国道436号重複）                       | ＜中央通り＞ 国道30号（国道436号重複）       | 兵庫町         | 高松市 |
| ＜県庁前通り＞ 県道173号高松停車場栗林公園線                 | ＜県庁前通り＞ 県道173号高松停車場栗林公園線 | 広場           | 高松市 |
| -                                                            | 市道錦町亀岡線                               |                | 高松市 |
| 市道錦町宮脇線                                               | 市道錦町宮脇線                               | 新番丁小学校北 | 高松市 |
| 市道浜ノ町宮脇線                                             | ＜大学通り＞ 市道浜ノ町宮脇線                | 錦町2丁目      | 高松市 |
| 市道西浜港宮脇線                                             | 市道西浜港宮脇線                             | 扇町           | 高松市 |
| 摺鉢谷川                                                     | 摺鉢谷川                                     | 高橋           | 高松市 |
| 市道五番町西宝線                                             |                                              |                | 高松市 |

## 愛称・通称
- 旧丸亀街道（高松市）
- 瀬戸の都通り（高松市）